# Morten Beck Guldsmed
Morten Beck Guldsmed (2 gennaio 1988) è un ex calciatore danese, di ruolo attaccante.